# Pya
Pya ist ein Kanton in Togo, nördlich von Kara. Er gehört zur Kommune Kozah 2 in der Präfektur Kozah, Region Kara. Nach der Volkszählung im Jahr 2010 lebten 11.772 Menschen im Kanton. Pya ist die Heimat des ehemaligen, diktatorisch regierenden Präsidenten Étienne Gnassingbé Eyadéma.

## Massaker von Pya
Im Dorf Pya-Hodo beging die französische Kolonialpolizei am 21. Juni 1957 ein Massaker, bei dem 20 Menschen umgekommen sein sollen. Anlässlich der Reise einer UN-Delegation unter der Leitung Charles D. B. Kings durch Französisch-Togo protestierte die Bevölkerung gegen die Kolonialherrschaft. Die Regierung Eyadémas machte den 21. Juni zum Gedenktag, bei dem der Märtyrer von Pya gedacht wird, und errichtete in Pya-Hodo ein Denkmal. Seit 2021 ist der Journée des Martyrs landesweit ein gesetzlicher Feiertag. Kritiker zweifeln jedoch an den historischen Details und sehen in dem Feiertag eine Fortsetzung des Kults um Eyadéma. Eyadéma bevorzugte zeitlebens seine Volksgruppe der Kabiyé und die Menschen in Pya, etwa bei der Auswahl von Offizieren.